# Opóźniacz
Opóźniacz – część składowa zapalnika ze zwłoką, która powoduje, że wybuch pocisku, bomby, granatu jest opóźniony.
Opóźniacze dzielą się na:
- pirotechniczne – wykonane w postaci słupka ze sprasowanego prochu czarnego, albo z mieszaniny pirotechnicznej. Zapalenie się spłonki zapalającej w zapalniku np.  wskutek uderzenia o przeszkodę pocisku  lub bomby wywołuje zapalenie opóźniacza pirotechnicznego, który zapewnia odpowiedni czas zwłoki, który jest wymagany na przejście ognia do innych elementów ogniowych oraz detonacyjnych zapalnika.
- mechaniczne – wykonane w postaci różnych mechanizmów, między innymi mechanizmów zegarowych działających  z chwilą, kiedy pocisk  uderza o przeszkodę.
- gazodynamiczne – wykonane w kształcie krążka posiadającego kalibrowane otwory, który  jest umieszczony w zapalniku na drodze płomienia (gazów) od spłonki zapalającej do innych elementów ogniowych zapalnika, utrudniając przenikanie gazów i powodując zwłokę w działaniu zapalnika[1].